# Notomicrus reticulatus
Notomicrus reticulatus är en skalbaggsart som beskrevs av Zimmermann 1921. Notomicrus reticulatus ingår i släktet Notomicrus och familjen grävdykare. Inga underarter finns listade i Catalogue of Life.